# Эдвардс, Уолли
Уолтер Джон Эдвардс (англ. Walter John Edwards; род. 23 декабря 1949, Субиако, Западная Австралия) — австралийский крикетист.

## Биография

### Ранние годы
Родился 8 июня 1946 года в Субиако, пригород Перта, штат Западная Австралия, Австралия.

### Игровая карьера
На профессиональном уровне дебютировал в крикете в 1973 году в команде «Западная Австралия», с которой выступал на протяжении всей своей игровой карьеры, продолжавшейся шесть лет.
Своей первый международный матч в составе национальной сборной Австралии Эдвардс провёл 29 ноября 1974 года против команды Англии. Его последний выход на поле в составе сборной состоялся 26 декабря 1974 года в тестовом матче против сборной Англии.
В 1979 году Эдвардс объявил об уходе из профессионального крикета.

### Дальнейшая жизнь
После завершения спортивной карьеры Эдвардс основал компанию «Holman Industries», которая занимается производством ирригационного оборудования.